# Jana Hensel
Jana Hensel, née le 3 juillet 1976 à Borna en Saxe, est une autrice et journaliste allemande.

## Biographie
Jana Hensel passe son enfance à Leipzig. Elle étudie les langues romanes et la littérature allemande moderne à l'Université de Leipzig, à Marseille, Berlin et Paris.
En 1999, elle a été directrice de publication de la revue littéraire de Leipzig Edit.
En 2000, elle a édité avec Thomas Hettche l'anthologie Internet Null.

### Carrière d'autrice
En 2002, elle publie le livre autobiographique Zonenkinder, dans lequel elle décrit comment, jeune Allemande née à l'Est, elle a vécu l'adaptation culturelle à la société ouest-allemande après la réunification. Ce témoignage littéraire fait suite à la publication de Generation Golf de Florian Illies, auteur ouest-allemand, un ouvrage dans lequel elle n'a pas trouvé les expériences de la jeunesse est-allemande.
Angela Merkel, à l'époque présidente de la CDU, le parti conservateur chrétien-démocrate, fait l'éloge de Zonenkinder dans une critique. Le livre a figuré pendant plus d'un an sur la liste des best-sellers d'ouvrages de non-fiction du magazine Spiegel et s'est vendu à plus de 350 000 exemplaires. Il a été traduit en plusieurs langues.
En 2008 le deuxième livre autobiographique de Jana Hensel, co-écrit avec Elisabeth Raether, est publié sous le titre Neue deutsche Mädchen.
Début octobre 2009 paraît son essai Achtung Zone – Warum wir Ostdeutschen anders bleiben sollten.
En 2017 Jana Hensel publie son premier livre de fiction Keinland. Ein Liebesroman.
En 2019 paraît chez l'éditeur Aufbau Verlag l'ouvrage Wie alles anders bleibt – Geschichten aus Ostdeutschland. Dans cet ouvrage l'autrice réunit des reportages, des essais, des interviews et des portraits sur l'Allemagne de l'Est qui ont déjà été publiés.

### Carrière journalistique
Elle a écrit pour l'hebdomadaire Die Zeit, le magazine Der Spiegel et le quotidien conservateur Die Welt.
En 2010, Jana Hensel reçoit le prix Theodor-Wolff des journaux allemands pour son article Vater Morgana paru dans l'hebdomadaire Die Zeit.
De 2011 à 2014 Jana Hensel travaille comme rédactrice indépendante pour l'hebdomadaire der Freitag, où elle écrit principalement sur les questions politiques concernant l'Allemagne de l'Est et les femmes. En avril 2012, elle succède à Jörn Kabisch en tant que rédactrice en chef adjointe de Freitag. Elle quitte le journal fin 2014 "à sa propre demande".
Depuis 2018 Jana Hensel fait partie en tant qu'autrice de la rédaction de la publication en ligne Zeit Online. Elle y a fait entre autres le portrait du président des Verts Robert Habeck. La scène d'ouverture de l'article, dans laquelle elle décrit la façon dont Habeck, en enlevant ses chaussures dans un train ICE fait apparaître des trous dans ses chaussettes a marqué les esprits. Un portrait de Holger Friedrich, propriétaire du Berliner Verlag depuis 2019, a également attiré l'attention.
En 2019, Jana Hensel est élue "Journaliste de l'année" par Medium Magazin dans la catégorie Culture.

## Publications
- Zonenkinder. Rowohlt, Reinbek près de Hambourg 2002  (ISBN 3-498-02972-X).
- avec Elisabeth Raether : Neue deutsche Mädchen. Rowohlt, Reinbek près de Hambourg 2008  (ISBN 978-3-498-02994-4).
- Achtung Zone – Warum wir Ostdeutschen anders bleiben sollten. Piper Verlag, Munich 2009  (ISBN 978-3-492-05365-5).
- Keinland. Ein Liebesroman. Wallstein, Göttingen 2017  (ISBN 978-3-8353-3067-2).
- avec Wolfgang Engler : Wer wir sind. Die Erfahrung, ostdeutsch zu sein. Aufbau-Verlag, Berlin 2018  (ISBN 978-3-351-03734-5).
- Wie alles anders bleibt. Geschichten aus Ostdeutschland. Aufbau Verlag, Berlin 2019  (ISBN 978-3-351-03482-5).
- Der Weihnachtsmann und ich. Evangelische Verlagsanstalt, Leipzig 2019,  (ISBN 978-3-96038-207-2) .
- avec Naika Foroutan : Die Gesellschaft der Anderen. Aufbau Verlag, Berlin 2020  (ISBN 978-3-351-03811-3).